# Synnøve Macody Lund
Synnøve Macody Lund (Stord, 24 de mayo de 1976) es una actriz, modelo, periodista y crítica de cine noruega, conocida por su interpretación junto a Aksel Hennie el thriller de acción Headhunters, en su primer papel protagonista.

## Biografía y carrera
Synnøve sale con el productor discográfico Christer Falck, la pareja tiene dos hijos Isak Macody Falck (nacido en el 2006) e Iben Macody Falck (nacido en el 2008).
En 2015, se unió al elenco principal de la serie Frikjent donde interpreta a Tonje Sandvik, la amiga de la adolescencia del empresario Aksel Nilsen Borgen (Nicolai Cleve Broch), hasta ahora.

## Filmografía

### Series de televisión
| Año             | Título    | Personaje     | Notas                       |
| --------------- | --------- | ------------- | --------------------------- |
| 2020            | Bloodride | Annelise      | Episodes 3. the evil writer |
| 2020 - 2023     | Ragnarok  | Ran Jutul     | 18 episodios                |
| 2015 - presente | Frikjent  | Tonje Sandvik | 15 episodios                |

### Cine
| Año  | Título                               | Personaje                | Notas   |
| ---- | ------------------------------------ | ------------------------ | ------- |
| 2018 | The Girl in the Spider's Web         | Gabriella Grane          |         |
| 2017 | La leyenda del gigante de la montaña | Victoria del Reino Unido |         |
| 2017 | Hjemsokt                             | Cathrine Berggrav        |         |
| 2011 | Headhunters                          | Diana Brown              |         |
| 2023 | Saw X                                | Cecilia Pederson         | Villana |